# إنريكي أرواخو
إنريكي أرواخو (بالإسبانية: Enrique Araújo)‏ (3 أكتوبر 1995 بأسونسيون في باراغواي - ) هو مدرب كرة قدم وحكم كرة قدم ولاعب كرة قدم باراغواياني في مركز الوسط. شارك مع منتخب الباراغواي تحت 20 سنة لكرة القدم. أما مع النوادي، فقد لعب مع ناسيونال أسونسيون.

## وصلات خارجية
- إنريكي أرواخو على موقع قاعدة بيانات كرة القدم.إي يو (الإنجليزية)
- إنريكي أرواخو على موقع Soccerway.com (الإنجليزية)